# Georges Guétary
Georges Guétary, nom artístic de Lambros Vorlóou (grec: Λάμπρος Βορλόου) (Alexandria, 8 de febrer de 1915 - Mogins, 13 de setembre de 1997), va ser un cantant d'opereta i actor grec que es va naturalitzar francès a principis dels anys 1950. Va prendre el seu nom artístic de Getaria (Guéthary, en francès), una comuna d'Iparralde.

## Biografia
Lámbros Vorlóou era un de deu fills, el salari del pare del qual, treballant com a supervisor d'una plantació de cotó, amb prou feines mantenia la família.
El seu oncle, el reconegut pianista de concerts Tasso Janopoulo, no tenia fills. Es va oferir a proporcionar l'educació del seu nebot, a qui estimava especialment. Per tant, Lambros va emigrar a França per estudiar comerç internacional. A París, es va descobrir que tenia una veu, imperfecta però ja clara, viva, flexible, que arribava a les notes altes més espantoses sense forçar ni cridar, una qualitat vocal rara.
Jacques Thibaud, el violinista amb qui l'oncle Tasso havia fet equip, el va presentar a la cantant Ninon Vallin, que va quedar immediatament captivada pel talent vocal del jove. Ella va acceptar donar-li classes. Lambros era estudiós, concentrat i metòdic; va evolucionar ràpidament i mai va canviar —fins i tot després d'assolir la fama— la seva serietat per una actitud despreocupada.
Va debutar en la música pop, com a solista a l'orquestra de Jo Bouillon. El 1937, va ser notat per Henri Varna, director del Casino de París, que li va donar un paper de "noi" a la revista de Mistinguett.
Durant la Segona Guerra Mundial, l'atur a la indústria de l'entreteniment, el va convertir en maître d'hotel en un restaurant de Tolosa. Allà va conèixer l'acordionista Frédo Gardoni, que el va contractar com a cantant i li va permetre gravar el seu primer àlbum amb el nom de Georges Guétary, un nom manllevat de la ciutat costanera de Guéthary, al País Basc, on es va allotjar a l'inici de la guerra. Per això es va creure durant molt de temps que Lámbros era tan basc com els seus col·legues André Dassary, Luis Mariano, Francis Lopez i Rudy Hirigoyen, quan en realitat no era així.
La seva trobada amb el compositor basc Francis Lopez, que també començava a cantar, va ser decisiva. Amb aquest dentista i melodista reciclat, Guétary va crear Caballero i Robin des Bois (1943), dues cançons de gran èxit que van situar tant el cantant com el compositor en la primera posició de la fama. Lopez va haver d'esperar que La Belle de Cadix realment enlairés, però Guétary ara estava en ascens. Després de lAlliberament, À Honolulu (1945), també de Francis Lopez, estava en boca de tothom. Georges Guétary va rodar llavors la seva primera pel·lícula, Le Cavalier noir (1945), les cançons de la qual (de Francis Lopez) "Cavalier", "Avec l'amour", "La plus belle" i especialment "Chic à Chiquito" (Chiquito), van obtenir un gran èxit.
El 5 de gener de 1949, Georges Guétary va gravar Maître Pierre amb l'orquestra de Marius Coste. Aquesta cançó composta per Henri Betti amb lletra de Jacques Plante és un gran èxit, versionada per diversos cantants i acordionistes.
Georges Guétary es va proposar conquerir el públic americà. El 1950, va ser nomenat Millor Cantant d'Opereta a Broadway per la seva actuació a Arms and the Girl. Durant aquests anys, Georges Guétary també es va convertir en una gran estrella al Quebec. De tornada a França, va protagonitzar dues operetes lopezianes, Pour Don Carlos (estrenada al Théâtre du Châtelet el 17 de desembre de 1950) i La Route Fleurie (El camí florit) al Théâtre de l'ABC, estrenada el 19 de desembre de 1952, on va co protagonitzar amb Bourvil i Annie Cordy. Aquesta opereta en particular va donar a Guétary el seu reconeixement definitiu, a qui els francesos estimaven veure com un "bon company de cant".
Va ser després de veure'l i sentir-lo a l'escenari que Gene Kelly, de visita a París per a la pel·lícula Un americà a París, que aleshores estava en preparació, va decidir contractar-lo. Entre les seves pel·lícules també hi ha Les aventures de Casanova de Jean Boyer, estrenada el 1946.
Posteriorment va actuar en una sèrie d'operetes de diversos autors, amb èxit variable: Pacifico (1958), La Polka des lampions (1962), Monsieur Carnaval (1965, amb música de Charles Aznavour, amb la famosa ària de La Bohème: "Et parlo d'una vegada..."), Monsieur Pompadour (1971) i, finalment, Les aventures de Tom Jones (1974), aquesta última sense èxit.
També va aparèixer a la televisió el 16 d'octubre de 1961, al programa "Si ça vous chante", abraçant la tendència del rock al costat de Dick Rivers. Va interpretar un duet amb acompanyament en directe de Les Chats Sauvages, la cançó "Georges, viens danser le rock" (Georges, viens danser le rock) que havia creat el 1956, amb música de Jo Moutet i lletra de Robert Chabrier, i gravada amb l'orquestra de Jo Moutet. L'àlbum va ser un veritable èxit en aquell moment i es va vendre molt bé, tot i una interpretació "fora del comú" i "fora de moda" per a l'època.
El 1981, Francis Lopez, desitjant reviure la tendència de l'opereta, va tornar a contractar Georges Guétary per a una nova obra, "Aventure à Monte-Carlo", que va aconseguir un èxit respectable. Després d'aquesta reunió, Georges va treballar en les últimes produccions de Lopez, que, però, ja no van tenir tant d'èxit com les de dècades anteriors: Love in Tahiti (1983), Carnival in the Caribbean (1985) i The King of the Pacific (1986), així com Hourra Papa de Jo Moutet (1984).
Georges va tenir dos fills, Hélène i François, amb la seva dona, de soltera Janine Guyon.
Georges Guétary va morir d'un atac de cor el 13 de setembre de 1997 en una clínica de Mougins (Alps Marítims). Està enterrat al cementiri del Grand Jas de Cannes.

## Les seves operetes
Entre parentesis, nom del compositor.
- 1942: "La Course à l'amour" (Guy Lafarge)
- 1950: "Per a Don Carlos", música de Francis Lopez, llibret d'André Mouëzy-Éon, cançons de Raymond Vincy basades en Pierre Benoit, direcció de Maurice Lehmann, Théâtre du Châtelet
- 1952: "El camí florit" opereta de Raymond Vincy, música de Francis Lopez, direcció de Max Révol, Théâtre des Célestins, ABC (music hall)
- 1958: Pacífico opereta de Paul Nivoix, música de Jo Moutet, direcció de Max Revol, Théâtre de la Porte-Saint-Martin
- 1961: La Polka des lampions, llibret de Marcel Achard, música de Gérard Calvi, dirigida per Maurice Lehmann, Théâtre du Chatelet
- 1965: Monsieur Carnaval llibret de Frédéric Dard, música de Charles Aznavour i Mario Bua, dirigida per Maurice Lehmann, Théâtre du Châtelet
- 1971: "Monsieur Pompadour" de Françoise Dorin, música de Claude Bolling, dirigida per Jacques Charon, Théâtre Mogador
- 1974: "Les aventures de Tom Jones" de Jean Marsan i Jacques Debronckart basada en Henry Fielding, dirigida per René Clermont, Théâtre de Paris
- 1981: "Aventura a Montecarlo" (Francis Lopez)
- 1983: "Amor a Tahití" (Francis Lopez)
- 1984: "Visca el pare" (Jo Moutet)
- 1985: "Carnaval al Carib" (Francis Lopez)
- 1986: "El rei del Pacífic" (Francis Lopez)

## Filmografia
- 1938 : Quand le cœur chante de Bernard Roland : Participation - (pel·lícula de migmetratge)
- 1940 : Monsieur Hector de Maurice Cammage
- 1942 : La Femme perdue de Jean Choux
- 1942 : L'Inévitable Monsieur Dubois de Pierre Billon - Només cançó
- 1943 : Moulins d'hier et d'aujourd'hui de Serge Griboff - Només cançó - (curt metratge)
- 1945 : Le Cavalier noir de Gilles Grangier
- 1945 : Trente et quarante de Gilles Grangier
- 1946 : Les Aventures de Casanova "Film tourné en deux époques" de Jean Boyer
- 1948 : Jo la Romance de Gilles Grangier
- 1949 : Amour et Compagnie de Gilles Grangier
- 1951 : An American in Paris - de Vincente Minnelli
- 1951 : Paris chante toujours de Pierre Montazel - Participació com a cantant
- 1951 : Une fille sur la route de Jean Stelli.
- 1952 : Plume au vent - Louis Cuny i Ramon Torrado
- 1953 : La Route du bonheur - (Saluti e baci) de Maurice Labro i Giorgio Simonelli - Participació com a cantant
- 1953 : Les Tribulations de Monsieur de Biche / A vos ordres Ernestine de Marc Maillaraky - (Film belga, inèdit)
- 1954 : Der Zigeunerbaron - (Der Zigeunerbaron) d'Arthur Maria Rabenalt
- 1955 : Le Chemin du paradis - (Die drei von der Tankstelle) d'Hans Wolff i Willi Forst
- 1956 : Une nuit aux Baléares de Paul Mesnier
- 1956 : Vergiss wenn Du Kannst d'Hans H. König - Participació com a cantant
- 1957 : Amour, tango, mandoline ou On aime qu'une fois - (Liebe ist ja nur ein Märchen) d'Arthur Maria Rabenalt
- 1957 : C'est arrivé à 36 chandelles d'Henri Diamant-Berger
- 1995 : Somnia ou le voyage en Hypnopompia d'Hélène Guétary - (curt metratge)

## Publicacions
- Georges Guétary, per Georges Guétary, Montréal, Héritage, 1978.
- Les hasards fabuleux, per Georges Guétary, prefaci de Frédéric Dard, Paris, La Table ronde, 1981.